# Sand Rock (Alabama)
Sand Rock est une ville des comtés de Cherokee et DeKalb, en Alabama, aux États-Unis,.
Elle est incorporée en 1988.

## Démographie
| 1990 | 2000 | 2010 | - |
| ---- | ---- | ---- | - |
| 438  | 509  | 560  | - |

## Source de la traduction
- (en) Cet article est partiellement ou en totalité issu de l’article de Wikipédia en anglais intitulé « Sand Rock, Alabama » (voir la liste des auteurs).